# Refuge d'oiseaux migrateurs de Montmagny
Pour les articles homonymes, voir Montmagny.
Le refuge d'oiseaux migrateurs de Montmagny est une aire protégée du Canada et l'un des 28 refuges d'oiseaux migrateurs située dans la province de Québec. Ce refuge a pour mission de protéger une halte migratoire importante pour l'Oie des neiges ainsi que pour le Bécasseau semipalmé. L'aire protégée est considérée comme une zone importante pour la conservation des oiseaux (ZICO).

## Toponymie
Le nom du refuge reprend celui de la ville de Montmagny, qui le reprend de elle-même de Charles Jacques Huault de Montmagny, premier gouverneur de la Nouvelle-France de 1636 à 1648. La Seigneurie de la Rivière-du-Sud lui a d'ailleurs été concédé en 1646.

## Géographie
Le refuge a une superficie de 122 ha et est entièrement situé en milieu marin.